# Intercontinental GT Challenge
O Intercontinental GT Challenge é uma série de corridas de carros desportivos desenvolvida pelo Grupo SRO em 2016. Consiste em corridas internacionais de resistência para carros de corrida Grand Tourer em conformidade com os regulamentos GT3 da FIA.

## Formato
A série é pensada para fabricantes. Em vez de apresentarem os seus próprios carros, os fabricantes podem nomear e apoiar equipas locais em eventos selecionados para ganhar pontos. Quatro fabricantes participaram da série inaugural em 2016: Audi, Bentley, McLaren e Mercedes.
As corridas podem ser eventos independentes, como as 10 Horas de Suzuka, (cujo evento é organizado pela GT Association, promotora da corrida Super GT) e as 12 Horas de Bathurst (o evento é organizado pela Supercars Events), ou parte de outro campeonato (como as 24 Horas de Spa, as 8 Horas de Indianápolis e as 9 Horas de Kyalami) mas são todas disputadas por carros que cumprem os mesmos regulamentos técnicos.

## Campeões
O título é concedido ao fabricante com maior pontuação. Um fabricante pode inscrever até quatro carros em qualquer evento, mas só recebe pontos pelos dois carros mais bem colocados. Os títulos de pilotos são concedidos na categoria Pro e na categoria Am para pilotos classificados como bronze pelo sistema de classificação da FIA.

### Campeonato de construtores
| Ano  | GT3          | GT4           |
| ---- | ------------ | ------------- |
| 2016 | Audi         | Não disputado |
| 2017 | Audi         | Porsche       |
| 2018 | Audi         | Não disputado |
| 2019 | Porsche      | Não disputado |
| 2020 | Porsche      | Não disputado |
| 2021 | Audi         | Não disputado |
| 2022 | Mercedes-AMG | Não disputado |
| 2023 | Mercedes-AMG | Não disputado |

### Campeonato de pilotos
| Ano  | Pilotos                                                | Pilotos Am (2016) Pilotos Bronze (2018-2019) Pilotos Pro-Am (2021–22) Taça Independentes (2023–) |
| ---- | ------------------------------------------------------ | ------------------------------------------------------------------------------------------------ |
| 2016 | Laurens Vanthoor (Audi)                                | Thierry Cornac (Porsche) Steve McLaughlan (Audi)                                                 |
| 2017 | Markus Winkelhock (Audi)                               | Não retido                                                                                       |
| 2018 | Tristan Vautier (Mercedes-AMG)                         | Kenny Habul (Mercedes-AMG)                                                                       |
| 2019 | Dennis Olsen (Porsche)                                 | Kenny Habul (Mercedes-AMG)                                                                       |
| 2020 | Nicky Catsburg (BMW) Augusto Farfus (BMW)              | Não disputado                                                                                    |
| 2021 | Come Ledogar (Ferrari) Alessandro Pier Guidi (Ferrari) | Mikaël Grenier (Mercedes-AMG) Kenny Habul (Mercedes-AMG) Martin Konrad (Mercedes-AMG)            |
| 2022 | Daniel Juncadella (Mercedes-AMG)                       | Kenny Habul (Mercedes-AMG) Martin Konrad (Mercedes-AMG)                                          |
| 2023 | Jules Gounon (Mercedes-AMG)                            | Jonathan Hui (Mercedes-AMG/McLaren/Ferrari)                                                      |